# Новая Стефия
 Новая Стефия  — поселок в Земетчинском районе Пензенской области. Входит в состав Салтыковского сельсовета.

## География
Находится в северо-западной части Пензенской области на расстоянии приблизительно 14 км на запад-северо-запад от районного центра поселка Земетчино.

## История
Основан в 1919 году как выселок из села Старая Стефия (ныне урочище). В 1934 году — 45 дворов, колхоз «Ревтруд». В 1955 году — бригада колхоза имени Андреева. В 2004 году оставались 4 хозяйства.

## Население
Численность населения: 210 человек (1926 год), 243 (1934), 231 (1936), 140 (1959), 54 (1979), 21 (1989), 14 (1996). Население составляло 7 человека (русские 100 %) в 2002 году.
| 2010 |
| ---- |
| 5    |